# Moris Biełocki
Moris Lwowicz Biełocki (Czorny) (ros. Морис Львович Белоцкий (Чёрный), ur. 1895 w Lipowcu, zm. 1944 w Wysznim Wołoczoku) – radziecki działacz partyjny.

## Życiorys
W latach 1916–1918 był członkiem Federacji Anarchistów, w 1918 przewodniczył Komitetowi Rewolucyjnemu na Litwie, w czerwcu 1918 został członkiem RKP(b), 1919-1920 był sekretarzem Komitetów Powiatowych KP(b)U w Lipowcu i Humaniu. W 1920 służył w 12 Armii, od lipca do września 1920 był zastępcą szefa Wydziału Politycznego 1 Armii Konnej i szefem Wydziału Politycznego 11 Dywizji Kawalerii 1 Armii Konnej, a od 10 października 1920 do 10 lipca 1921 komisarzem tej dywizji, w marcu 1921 jako pełnomocnik 79 Brygady Piechoty brał udział w likwidacji powstania w Kronsztadzie. W latach 1921–1923 był słuchaczem Wojskowej Akademii Armii Czerwonej, od maja 1923 do maja 1924 komisarzem tej akademii, od czerwca do grudnia 1924 konsulem generalnym ZSRR w Termezie, potem sekretarzem Komitetu Powiatowego WKP(b) w Skopinie i instruktorem Północnokaukaskiego Krajowego WKP(b) i do września 1930 sekretarzem odpowiedzialnym Komitetu Obwodowego KP(b)U w Doniecku. Od września 1930 do września 1931 był sekretarzem odpowiedzialnym Komitetu Obwodowego WKP(b) Północnoosetyjskiego Obwodu Autonomicznego, 1931-1932 słuchaczem kursów marksizmu-leninizmu przy KC WKP(b), 1932-1933 I zastępcą przewodniczącego Osoawiachima, a od września 1933 do 22 marca 1937 I sekretarzem Kirgiskiego Komitetu Obwodowego WKP(b). Był odznaczony dwoma Orderami Czerwonego Sztandaru (23 marca 1921 i 30 lipca 1921).
W 1937 został aresztowany, zmarł w więzieniu.